# Trichoblaniulus gracilis
Trichoblaniulus gracilis är en mångfotingart som beskrevs av Ribaut 1909. Trichoblaniulus gracilis ingår i släktet Trichoblaniulus och familjen Trichoblaniulidae. Inga underarter finns listade i Catalogue of Life.